# آب‌مارهای نی‌نواری
آب‌مارهای نی‌نواری (نام علمی: Calamophis) نام یک سرده از تیره آب‌ماران است.